# John McEntee
John David McEntee II (Fullerton, 9 mei 1990) is een Amerikaans politiek adviseur, ondernemer en tiktokker.
McEntee begon in 2017 als assistent voor president Donald Trump, maar werd begin 2018 ontslagen omdat hij de veiligheidsscreening niet doorstond door persoonlijke gokschulden. Eind 2018 nam Trump McEntee opnieuw aan, ditmaal als directeur van het White House Presidential Personnel Office, dat instaat voor aanwervingen. McEntee speelde een sleutelrol in de pogingen om het resultaat van de presidentsverkiezingen van 2020, die Trump verloor, ongedaan te maken en verspreidde complottheorieën over deze verkiezingen.
Na afloop van Trumps presidentschap richtte McEntee in 2022 een datingapp op voor conservatieven, genaamd The Right Stuff. McEntee spreekt zelf de vele virale video's in op de TikTok-account van The Right Stuff, waarin hij volgens Rolling Stone steevast reactionaire platitudes spuit.
Sinds 2023 werkt McEntee voor Project 2025, een controversieel plan van de Heritage Foundation om de uitvoerende macht onder volledige controle te brengen van de president, in de veronderstelling dat Trump de verkiezingen van 2024 wint.